# 阿博 (密蘇里州)
阿博（英語：Abo）是位於美國密蘇里州拉克利德縣的非建制地區。

## 歷史
阿博的郵局於1893年設立，其後於1940年停運。當地於1925年時共有人口25人。

## 地理
阿博所處的海拔為高於海平面277米（即909英呎），而該地所採用的時區為UTC-6，即北美中部時區（CST）。同時該地設有夏令時間，為UTC-6調快一小時，即UTC-5（CDT）。